# Andrena sobrina
Andrena sobrina är en biart som beskrevs av Warncke 1975. Andrena sobrina ingår i släktet sandbin, och familjen grävbin. Inga underarter finns listade i Catalogue of Life.